# Modro kosteničevje
Modro kosteničevje (znanstveno ime Lonicera caerulea) je do dva metra visok listopaden grm z (načeloma) užitnimi plodovi iz družine kovačnikovk, razširjen na severni polobli.

## Ime
Modro kosteničevje je ime dobilo po modrih plodovih ali po rahlo modrikasti barvi pravih listov. Motivacija po barvi je enaka kot v latinščini (caerulea 'nebesno moder') in ruščini ((žimolost') golubaja 'moder').

## Razširjenost
Naravno je razširjena v Evropi (zlasti severovzhodni del ter v višjih legah, npr. Pireneji, Alpe), severni Aziji in Severni Ameriki s Kavkazom med 800 in 2000 metri, v Alpah do 2600 metrov. V Sloveniji je samoniklo, raste v subalpinskem pasu, med ruševjem in v senčnih iglastih gozdovih ter dinarskih mraziščih.

## Rastišče
Raste na svežih, hladnih, polsenčnih ali senčnih rastliščih, na revnihm vlažnih in kislih surovo humoznih tleh (redkeje na apnenčasti podlagi)  v subalpinskem, tudi alpinskem in montanskem pasu, med ruševjem ali zeleno jelšo ter v smrekovih gozdovih po vlažnih grapah. Najdemo ga tudi v barjanskih borovih sestojih. Dobro prenaša nizke temperature in za rast ne potrebuje veliko toplote.

## Opis
Grm je 1-2 metra visok pokončen, s štrlečimi vejami. Listi so navzkrižno nameščeni, pecljati in enostavni (celorobi), okroglo ali podolgovato jajčasti (dolgi 2-8 cm, široki 1-3 cm), rahlo povoščeni, z zašiljeno ali topo konico, pozimi odpadejo. Mladi listi so po obeh straneh dlakavi, kasneje so povsem goli, zgoraj bleščeče zeleni, spodaj modrikasto zeleni. Včasih se razvijejo tudi zraščeni prilisti. Poganjki so tanki, rdečkasto rjavi in modrikasto poprhnjeni, včasih so povešeni. Mlade vejice so polne stržena. Končni popki so po velikosti in obliki enaki stranskim (ozko jajčasti, priostreni), vendar slednji razločno štrlijo vstran. Brstne luske so od rdečkasto rjave do temno rjave, pogosto s črnimi lisami. Skorja je sprva rdečkasto rjava, kasneje sivo rjava ali siva, ki se z debelejših vej lušči v dolgih trakovih.  Plodovi so debele, okrogle ali podolgovate črne jagode z modrim poprhom, dolg 0,6-1,2 cm. Po dve jagodi sta popolnoma zrasli skupaj. Podatkov o zastrupitvi s plodom ni, je pa uživanje zaradi ožjega strupenega sorodstva odsvetovano.

## Cvetenje in razmnoževanje
Rastlina je enodomna (cvetovi so dvospolni) in žužkocvetna. Cvetovi izraščajo iz zalistja na kratkih pecljih (krajši od cvetov), vedno po 2 na istem peclju. Rastlina cveti v aprilu in maju, glede na lego tudi do julija; čašni listi so zeleni z valovitim robom, venčni rumenkasto zeleni ali rumenkasto beli (dolgi 1,2-1,6 cm), po 5 je zraščenih v dlakavo cev z načeloma pravilno razporejenimi enakimi krpami. V cvetu je 5 enako dolgih prašnikov, ki segajo iz venca, imajo belo prašnično nit in rumene prašnice. Parni plodnici sta med seboj zrasli in podrasli. Razmožujemo ga s semeni, s podtaknjenci in grebenicami.

## Razvrščanje
Sistematika še ni povsem ustaljena; najpogosteje se omenja sledeče različke (variante): 
```
   Lonicera caerulea var. altaica. Severna Azija.
   Lonicera caerulea var. caerulea. Evropa.
   Lonicera caerulea var. cauriana. Zahodna Severna Amerika.
   Lonicera caerulea var. dependens. Osrednja Azija.
   Lonicera caerulea var. edulis, sinonim: L. edulis. Vzhodna Azija.
   Lonicera caerulea var. emphyllocalyx (japonsko haskap). Vzhodna Azija.
   Lonicera caerulea var. kamtschatica. Severovzhodna Azija.
   Lonicera caerulea var. pallasii. Severna Azija, severovzhodna Evropa. 
   Lonicera caerulea var. villosa. Vzhodna Severna Amerika. 
```

Različke se razlikujejo predvsem v obliki in okusu ploda ter rašči (habitus). 

## Uporaba
V visokogorju z močnim koreninskim sistemom varuje pred erozijo in zagotavlja hrano za ptice in druge živali. Ponekod ga sadijo kot okrasni grm, vendar je taka raba v Sloveniji redka. Pogosteje se zaradi užitnih jagod gojijo sorte. V Sloveniji je prijubljen predvsem kamčatski razlilek, v svetu (zlasti vzhodni Aziji) pa L. caerilea var. edulis.